# Slag bij Middle Boggy Depot
De slag om Middle Boggy Depot vond plaats op 13 februari 1864 in wat toen indianengebied was en nu bij het huidige Atoka ligt.
Terwijl de Noordelijke kolonel William A. Phillips op versterkingen wachtte, stuurde hij een voorhoede van ongeveer 350 soldaten van het 14th Kansas Cavalry, onder leiding van major Charles Willette en twee houwitsers, onder leiding van kapitein Soloman Kaufman, naar de Zuidelijke Middle Boggy Depot. Het Zuidelijke garnizoen bestond uit 90 soldaten van het Seminole Battallion of Mounted Rifles onder leiding van luitenant-kolonel John Jumper. De Zuidelijken waren totaal verrast toen Willettes de stad bombardeerde en daarna een aanval inzette. De Noordelijke aanval werd ongeveer een half uur afgehouden voor de Zuidelijken zich terugtrokken naar de omliggende bossen. Jumper en enkele van zijn manschappen waren niet aanwezig bij de initiële aanval. Ze reden naar het depot toen ze het kanonvuur hoorden. Toen Jumper arriveerde was Willette opnieuw vertrokken.